# Championnat d'Autriche masculin de volley-ball
Le Championnat d'Autriche de volley-ball, appelé Austrian Volley League ou AVL, est la plus importante compétition masculine de volley-ball en Autriche.

## Participants (2023-2024)
| Club                 | Ville            | Stade (capacité)                         | Titres |
| -------------------- | ---------------- | ---------------------------------------- | ------ |
| SK Aich-Dob          | Bleiburg         | JUFA-Arena am Campus Futura (1 000)      | 3      |
| VC Amstetten         | Amstetten        | Theater Johann Pölz-Halle (?)            | 0      |
| UVC Graz             | Graz             | Raiffeisen Sportpark (3 000)             | 1      |
| TSV Hartberg         | Hartberg         | Heimhalle - BSZ Hartberg (?)             | 0      |
| VT Innsbrück         | Innsbruck        | Universitätssporthalle Innsbruck (1 500) | 11     |
| VBK Klagenfurt       | Klagenfurt       | BSH Sportpark Hall (200)                 | 0      |
| UVC Ried im Innkreis | Ried im Innkreis | UVC Raiffeisen Volleydome (?)            | 0      |
| UV Waldviertel       | Zwettl           | Stadthalle (?)                           | 1      |
| VBC Weiz             | Weiz             | Hauptschule Weiz (?)                     | 0      |
| Sokol Vienne         | Vienne           | Sporthall Fünfhaus (300)                 | 8      |

## Palmarès
| - 1953 : Sokol Vienne - 1954 : Sokol Vienne - 1955 : Sokol Vienne - 1956 : Sokol Vienne - 1957 : Olympia Vienne - 1958 : Olympia Vienne - 1959 : Blau Gelb Vienne - 1960 : Blau Gelb Vienne - 1961 : Blau Gelb Vienne - 1962 : Blau Gelb Vienne - 1963 : Blau Gelb Vienne - 1964 : Blau Gelb Vienne - 1965 : Blau Gelb Vienne - 1966 : Blau Gelb Vienne - 1967 : Blau Gelb Vienne | - 1968 : Sokol Vienne - 1969 : ESV Pradl Innsbrück - 1970 : ESV Pradl Innsbrück - 1971 : ESV Pradl Innsbrück - 1972 : DTJ Vienne - 1973 : DTJ Vienne - 1974 : DTJ Vienne - 1975 : DTJ Vienne - 1976 : DTJ Vienne - 1977 : DTJ Vienne - 1978 : DTJ Vienne - 1979 : DTJ Vienne - 1980 : Sokol Vienne - 1981 : hotVolleys Vienne - 1982 : Post Vienne | - 1983 : Club A. Tyrolia Wien - 1984 : Club A. Tyrolia Wien - 1985 : Club A. Tyrolia Wien - 1986 : Sokol Vienne - 1987 : Sokol Vienne - 1988 : Sokol Vienne - 1989 : Sokol Vienne - 1990 : Sokol Vienne - 1991 : Sokol Vienne - 1992 : hotVolleys Vienne - 1993 : hotVolleys Vienne - 1994 : hotVolleys Vienne - 1995 : PL Salzbourg - 1996 : hotVolleys Vienne - 1997 : hotVolleys Vienne | - 1998 : hotVolleys Vienne - 1999 : hotVolleys Vienne - 2000 : hotVolleys Vienne - 2001 : hotVolleys Vienne - 2002 : hotVolleys Vienne - 2003 : hotVolleys Vienne - 2004 : hotVolleys Vienne - 2005 : VT Tirol - 2006 : VT Tirol - 2007 : hotVolleys Vienne - 2008 : hotVolleys Vienne - 2009 : VT Tirol - 2010 : VT Tirol - 2011 : VT Tirol - 2012 : VT Tirol | - 2013 : SK Aich-Dob - 2014 : VT Tirol - 2015 : VT Tirol - 2016 : VT Tirol - 2017 : VT Tirol - 2018 : SK Aich-Dob - 2019 : SK Aich-Dob - 2020 : Compétition suspendue - 2021 : UVC Graz - 2022 : UV Waldviertel - 2023 : VT Tirol |